# Piotr Beber

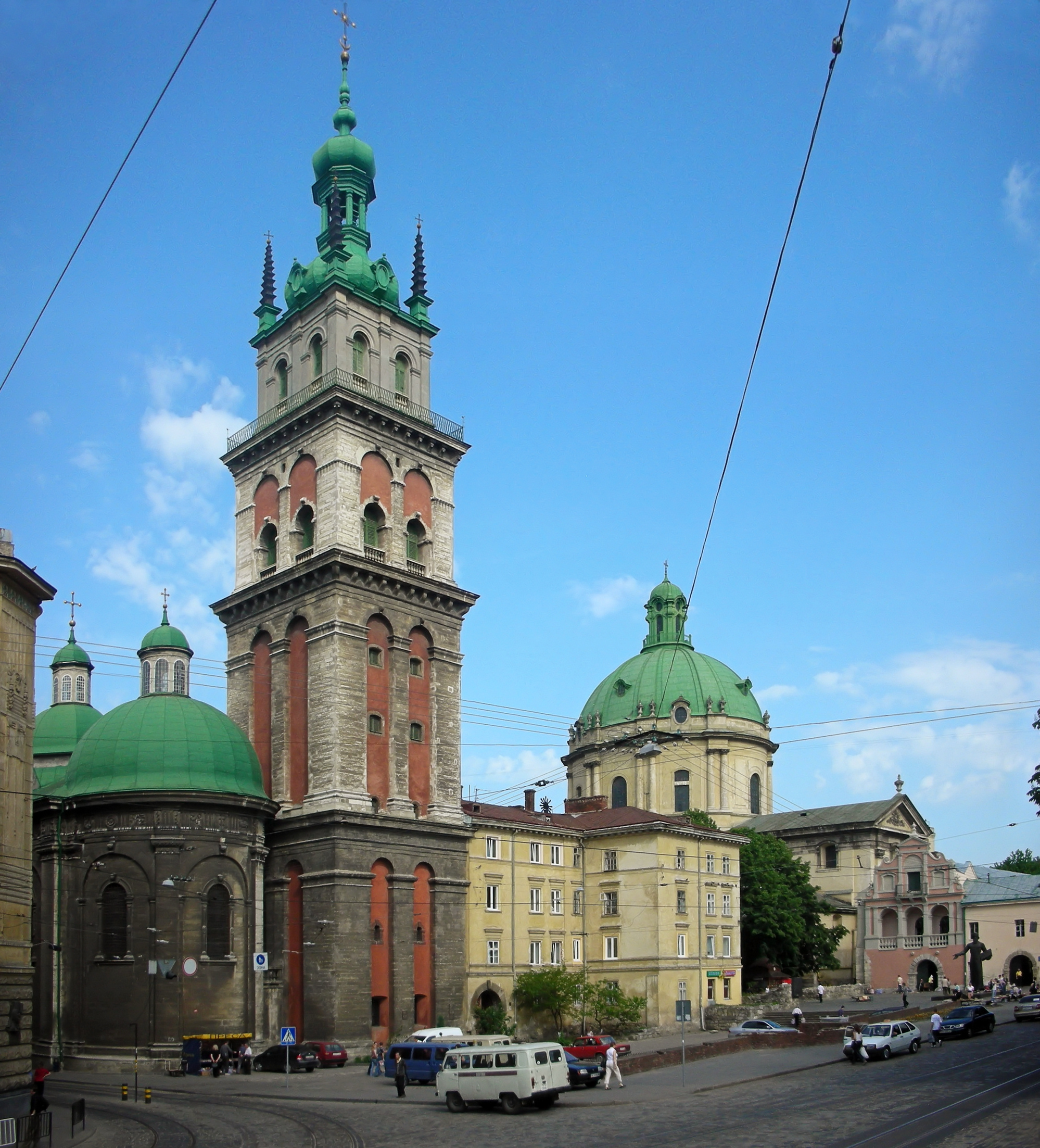
Wieża Korniaktowska we Lwowie

Piotr Beber (ur. we Wrocławiu, zm. 1711 w Krakowie) – budowniczy i architekt nadworny Jana III Sobieskiego. Ślązak z Wrocławia, który żył i działał na przełomie XVII i XVIII wieku. Od 1690 do 1704 był budowniczym księżnej Anny Katarzyny z Sanguszków Radziwiłłowej.

## Dorobek architektoniczny
- Przebudowa w stylu renesansowym Wieży Korniaktowskiej czyli dzwonnicy Cerkwi Wołoskiej, zwieńczył ją barokowym hełmem i lukarnami. Wzorowana na włoskich kampanillach zyskała sobie miano najpiękniejszej wieży renesansowej w środkowej Europie /1672/;
- Odbudowa po pożarze w 1680 i przebudowa wieży krakowskiego ratusza /1681–1686/ (rozebrana w 1703[potrzebny przypis] lub 1783);
- Budowa małej fortecy w Jaryczowie /1685-88/;
- Restauracja pałacu w Kukizowie /1684–1693/;
- Przebudowa wnętrz zamku w Żółkwi /1685–1694/;
- Budowa ratusza w Żółkwi /1687–1690/;
- Kolejna przebudowa (nadbudowa hełmem) wieży Cerkwi Wołoskiej we Lwowie /1694–1696/;
- Odbudowa po pożarze i przebudowa kościoła pw. Najświętszej Marii Panny w Żywcu /1711/.